# Vladislav Kulminski
Vladislav Kulminski (n. 24 octombrie 1972) este un politician moldovean, expert în domeniul analizei politice, planificării strategice și soluționării conflictelor. Este actualul ambasador al Republicii Moldova în SUA. Din august 2021, până în noiembrie 2021 a deținut funcția de viceprim-ministru pentru Reintegrare al Republicii Moldova în Guvernul Gavrilița. 